# Challenger de Meerbusch 2018
El Tennis Open Stadtwerke Meerbusch fue un torneo profesional de tenis, parte del circuito Challenger 2018, disputado en canchas de polvo de ladrillo entre el 13 y el 19 de agosto en Meerbusch, Alemania. Su 6.ª edición tuvo como campeón en individuales a Filip Horanský y a David Pérez Sanz y Mark Vervoort en dobles.

## Jugadores participantes del cuadro de individuales
| Favorito | País                  | Jugador                 | Rank1 | Posición en el torneo |
| -------- | --------------------- | ----------------------- | ----- | --------------------- |
| 1        | Bandera de España     | Sergio Gutiérrez Ferrol | 158   | Primera ronda         |
| 2        | Bandera de Portugal   | Pedro Sousa             | 166   | Cuartos de final      |
| 3        | Bandera de Rusia      | Alexey Vatutin          | 193   | Baja                  |
| 4        | Bandera de Austria    | Sebastian Ofner         | 210   | Primera ronda         |
| 5        | Bandera de Rusia      | Ivan Nedelko            | 238   | Primera ronda         |
| 6        | Bandera de Eslovaquia | Filip Horanský          | 245   | CAMPEÓN               |
| 7        | Bandera de Bélgica    | Arthur De Greef         | 247   | Primera ronda         |
| 8        | Bandera de Alemania   | Rudolf Molleker         | 251   | Semifinales           |

- 1 Se ha tomado en cuenta el ranking del 6 de agosto de 2018.

### Otros participantes
Los siguientes jugadores recibieron una invitación (wild card), por lo tanto ingresan directamente al cuadro principal (WC):
- Andreas Haider-Maurer
- Benjamin Hassan
- Ondřej Štyler
- Louis Wessels

El siguiente jugador ingresó al cuadro principal usando ranking protegido (PR):
- Riccardo Bellotti

El siguiente jugador ingresó al cuadro principal por exención especial (SE):
- Kevin Krawietz

Los siguientes jugadores ingresaron al cuadro principal tras disputar el cuadro clasificatorio (Q):
- Zizou Bergs
- Nicola Kuhn
- Jelle Sels
- Marc Sieber

El siguiente jugador ingresó al cuadro principal como perdedor afortunado (LL):
- Alexandre Müller

## Campeones

### Individual Masculino
- Filip Horanský derrotó en la final a  Jan Choinski, 6–7 (7), 6–3, 6–3.

### Dobles Masculino
- David Pérez Sanz /  Mark Vervoort  derrotaron en la final a  Grzegorz Panfil /  Volodymyr Uzhylovskyi,  3–6, 6–4, [10–7]